# باستر موترام
باستر موترام (بالإنجليزية: Buster Mottram)‏ مواليد 25 أبريل 1955 في إنجلترا، هو لاعب كرة مضرب بريطاني سابق وكان يلعب باليد اليمنى. أعلى تصنيف له في الفردي كان المركز الـ 15 في سنة 1983.

## روابط خارجية
- باستر موترام على موقع رابطة محترفي التنس (الإنجليزية)
- باستر موترام على موقع الاتحاد الدولي لكرة المضرب (الإنجليزية)
- باستر موترام على موقع كأس ديفيز (الإنجليزية)
- باستر موترام على موقع خلاصة التنس.كوم (الإنجليزية)